# شکستن امواج
شکستن امواج (به انگلیسی: Breaking the Waves) نام فیلم درام دانمارکی است که در سال ۱۹۹۶ به کارگردانی لارس فون تریه ساخته شد. این فیلم موفق شد در رشتهٔ بهترین بازیگر نقش اول زن برای بازیِ امیلی واتسون نامزد جایزه اسکار شود.

## خلاصهٔ داستان
در شکستن امواج، زندگیِ بس مک‌نیل، زن جوانی در اوایل دههٔ ۷۰ میلادی در اسکاتلند و عشقِ او به همسرش، یان، کارگر سکوی نفتی، روایت می‌شود. بس که سابقهٔ مشکلات روانی داشته‌است، مرتباً به کلیسا مراجعه می‌کند و از خدا سؤال‌هایی می‌پرسد و با تغییر دادنِ صدایش وانمود می‌کند که خدا به او جواب می‌دهد. یک بار که یان به سکوی نفتی می‌رود، او بی‌قرارِ دوری، از خدا می‌خواهد که همسرش سریعاً به خانه برگردد. فردای آن روز، یان، که در اثر حادثه‌ای فلج شده، به خانه برمی‌گردد.